# Miluji tě k sežrání
Miluji tě k sežrání (orig. Just Friends) je americko-kanadsko-německá filmová romantická komedie z roku 2005 režiséra Rogera Kumblea V hlavních rolích se objevili Ryan Reynolds, Amy Smart a Anna Faris.

## Děj
V roce 1995 navštíví obézní žák střední školy Chris Brander absolventskou party své nejlepší kamarádky Jamie Palamino. Chris je do ní celou dobu tajně zamilovaný a konečně jí odhalil svoje city, když je napsal do její ročenky. Ale když se jí snaží ročenku vrátit, udeří ho Jamiin bývalý přítel Tim a přede všemi hlasitě přečte, co Chris napsal. Chris je veřejně poníženy a navíc Jamie jeho city neopětuje, místo toho mu dá pusu na tvář a řeknu mu, že ho miluje jako bratra. Jamie na své spolužáky křičí, ale Chris party opouští na kole, v slzách a přísahá, že opustí město a bude úspěšnější, než všichni ostatní.
O deset let později je Chris hezký a úspěšný muž s kariérou losangeleského hudebního producenta a pověstí sukničkáře. Krátce před Vánoci mu šéf přikáže vzít popovou zpěvačku Samanthu Jamesovou do Paříže, aby podepsala smlouvu s jejich společností. Chris to přijme, ale neochotně, protože dříve něco se sebestřednou Samanthou měl. Během letu do Paříže, Samantha způsobí požár na svém osobním letadle. Kvůli tomu musí nouzově přistát v New Jersey, nedaleko od Chrisova rodného města. Chris vezme Samanthu na noc do domu své matky a musí čelit rokům ponížení na střední škole a nevyřešeným citům k Jamie.
Když přijde do místního baru, setká se se svými starými přáteli, včetně Jamie, která pracuje jako barmanka. Chris se chce zbavit myšlenek na svou dávnou lásku, a tak plánuje, že se jí bude dvořit a svede ji. Objeví se ale řada problémů a Chris zjistí, že není schopen se s Jamie jen tak mít sex. Chris se při jednom rande zraní při hokeji a musí být převezen na pohotovost. Jamie se tam znovu setká se zdravotníkem Dustym Dinklemanem, spolužákem a šprtem, jenž byl také do Jamie zamilovaný.
Mezitím Chris nechá svého mladšího bratra Mikea dohlížet na Samanthu. Samantha ale začne žárlit, že ji Chris nechal kvůli Jamie. Věří totiž, že má s Chrisem vztah. V záchvatu vzteku Samantha zničí vánoční výzdobu Chrisovy rodiny. Když se Chris vrátí domů, navštíví ho Jamie. Chris ale stále není schopen udělat další krok ve svém plánu, a tak spolu pouze spí v jedné posteli.
Druhý den Chris potká Dustyho s dívkou a Dusty mu prozradí, že se chce s Jamie jen vyspat a pak ji odhodit. Chris se snaží Jamie varovat během dětského vánočního průvodu, ale místo toho zaútočí na Dustyho a hru tak zničí. Jamie od něj nechce nic slyšet. Když se Chris vrátí do Los Angeles, zjistí, že Jamie je pro něj ta pravá. Vrátí se proto do New Jersey a jde do Jamiina domu, vyzná jí svou lásku a políbí ji.

## Obsazení
| Ryan Reynolds   | Chris Brander       |
| Amy Smart       | Jamie Palamino      |
| Anna Faris      | Samantha Jamesová   |
| Chris Klein     | Dusty Lee Dinkleman |
| Chris Marquette | Mike Brander        |
| Julie Hagerty   | Carol Branderová    |
| Stephen Root    | KC                  |
| Fred Ewanuick   | Clark               |
| Amy Matysio     | Darla               |
| Jacob Anderson  | pan Palamino        |
| Maria Arcé      | Athena              |
| Ty Olsson       | Tim                 |
| Todd Lewis      | Kyle                |